# Grand Prix Formule 1 van Zuid-Afrika 1979
De Grand Prix Formule 1 van Zuid-Afrika 1979 werd gehouden op 3 maart 1979 in Kyalami.

## Uitslag
| Positie | Nr | Rijder                | Team               | Ronden | Tijd/Opgave | Startplaats | Punten |
| ------- | -- | --------------------- | ------------------ | ------ | ----------- | ----------- | ------ |
| 1       | 12 | Gilles Villeneuve     | Ferrari            | 78     | 1:41:49.96  | 3           | 9      |
| 2       | 11 | Jody Scheckter        | Ferrari            | 78     | +3,42 s     | 2           | 6      |
| 3       | 4  | Jean-Pierre Jarier    | Tyrrell-Ford       | 78     | +22,11 s    | 9           | 4      |
| 4       | 1  | Mario Andretti        | Lotus-Ford         | 78     | +27,88 s    | 8           | 3      |
| 5       | 2  | Carlos Reutemann      | Lotus-Ford         | 78     | +1:06.97    | 11          | 2      |
| 6       | 5  | Niki Lauda            | Brabham-Alfa Romeo | 77     | +1 Ronde    | 4           | 1      |
| 7       | 6  | Nelson Piquet         | Brabham-Alfa Romeo | 77     | +1 Ronde    | 12          |        |
| 8       | 20 | James Hunt            | Wolf-Ford          | 77     | +1 Ronde    | 13          |        |
| 9       | 28 | Clay Regazzoni        | Williams-Ford      | 76     | +2 Rondes   | 22          |        |
| 10      | 8  | Patrick Tambay        | McLaren-Ford       | 75     | +3 Rondes   | 17          |        |
| 11      | 29 | Riccardo Patrese      | Arrows-Ford        | 75     | +3 Rondes   | 16          |        |
| 12      | 30 | Jochen Mass           | Arrows-Ford        | 74     | +4 Rondes   | 20          |        |
| 13      | 14 | Emerson Fittipaldi    | Fittipaldi-Ford    | 74     | +4 Rondes   | 18          |        |
| NF      | 31 | Héctor Rebaque        | Lotus-Ford         | 71     | Motor       | 23          |        |
| NF      | 16 | René Arnoux           | Renault            | 67     | Banden      | 10          |        |
| NF      | 27 | Alan Jones            | Williams-Ford      | 63     | Ophanging   | 19          |        |
| NF      | 7  | John Watson           | McLaren-Ford       | 61     | Ignition    | 14          |        |
| NF      | 9  | Hans Joachim Stuck    | ATS-Ford           | 57     | Ongeluk     | 24          |        |
| NF      | 15 | Jean-Pierre Jabouille | Renault            | 47     | Motor       | 1           |        |
| NF      | 26 | Jacques Laffite       | Ligier-Ford        | 45     | Ongeluk     | 6           |        |
| NF      | 3  | Didier Pironi         | Tyrrell-Ford       | 25     | Gaspedaal   | 7           |        |
| NF      | 18 | Elio de Angelis       | Shadow-Ford        | 16     | Ongeluk     | 15          |        |
| NF      | 25 | Patrick Depailler     | Ligier-Ford        | 4      | Ongeluk     | 5           |        |
| NF      | 17 | Jan Lammers           | Shadow-Ford        | 2      | Ongeluk     | 21          |        |
| NQ      | 22 | Derek Daly            | Ensign-Ford        |        |             |             |        |
| NQ      | 24 | Arturo Merzario       | Merzario-Ford      |        |             |             |        |

## Statistieken
| Pole-position | Jean-Pierre Jabouille | Renault | 1:11.80  |
| Snelste ronde | Gilles Villeneuve     | Ferrari | 1:14.412 |

## Noot
- Dit was de driehonderdste Grand Prix-start voor een Britse coureur.
- Dit was de eerste pole position en eerste ronde als raceleider voor Jean-Pierre Jabouille.

1960 · 1960 II · 1961 · 1962 · 1963 · 1965 · 1966 · 1967 · 1968 · 1969 · 1970 · 1971 · 1972 · 1973 · 1974 · 1975 · 1976 · 1977 · 1978 · 1979 · 1980 · 1981 · 1982 · 1983 · 1984 · 1985 · 1992 · 1993